# كريس أوبراين
كريس أوبراين (بالإنجليزية: Chris O'Brien)‏ هو سباك أمريكي، ولد في 23 أكتوبر 1881، وتوفي في 3 يونيو 1951.